# Antoine-François de Fourcroy
Antoine François, Conde de Fourcroy (15 de junio de 1755 - 16 de diciembre de 1809) fue un químico francés, hijo de un boticario del Castillo del duque de Orleans. Fue diputado a la Convención Nacional de la Revolución francesa.

## Vida
Realizó estudios médicos por consejo del anatomista Félix Vicq d'Azyr, después de que muchas dificultades por la falta de medios económicos en 1780 obtuvo el diploma de doctor. Su atención se volcó especialmente a la química por acción de Jean-Baptiste Bucquet, su profesor de química en la Escuela Médica de París, y en 1784 fue escogido por Pierre-Joseph Macquer como disertante en química en el "Colegio del Jardín del Rey" donde sus conferencias lograron la gran popularidad.
Fue uno de los primeros en apoyar a Antoine Lavoisier, ayudándolo a editar voluminosos escritos, pero aunque su nombre aparece entre los grandes químicos y en las memorias fisiológicas y patológicas, solo o con otros, era un maestro y un organizador e investigador original. Fue miembro de los comités para la instrucción pública y la seguridad pública, y después, durante el reinado de Napoleón Bonaparte, director general de instrucción, tomando parte en el establecimiento de escuelas primarias y secundarias.
Fourcroy murió en París el 16 de diciembre de 1809.
Por su conducta como un miembro de la Convención se lo acusó de contribuir a la muerte de Lavoisier. El barón Cuvier en su historique de Eloge de Fourcroy rechaza el cargo.
El Catálogo de la Sociedad Real de Papeles Científicos enumera 59 memorias por el propio Fourcroy, y 58 escritos en coautoría, según LN Vauquelin.
En 1785 pública Entomología Parisiensis, una Entomologia Parisiensis, sive, Catalogus insectorum quae in agro Parisiensi reperiuntur..., en coautoría con Étienne Louis Geoffroy, fue una contribución mayor a la entomología.
En 1787 pública junto a Louis-Bernard Guyton de Morveau, Antoine Lavoisier y Claude Louis Berthollet el Méthode de nomenclature chimique, base de la moderna nomenclatura química.

## Algunas publicaciones
- Fourcroy, A. The Philosophy of Chemistry. 1792
- Fourcroy, A. A General System of Chemical Knowledge. 11 vols. 1801–1802